# 井上洋治
井上 洋治（いのうえ ようじ、1927年3月28日 - 2014年3月8日）は、日本のカトリック教会の司祭。神奈川県出身。

## 来歴
1927年（昭和2）3月28日父重明と母アキの次男として神奈川県津久井郡串川村の母の実家で生まれる。7歳年上の姉、5歳年上の兄、2歳年下の弟の4人兄弟だった。その後、父親の転勤により大阪・天王寺に移る。
1933年（昭和８）大阪天王寺第六尋常小学校入学。同年９月、父の転勤で東京・市ヶ谷に移り、愛日尋常小学校に転校。
1939年（昭和14）4月、府立四中（現在の東京都立戸山高校）に進学。
1943年（昭和18）４月、旧制東京高等学校（理科甲類）に進学し、入寮。
1944年（昭和19）高等学校２年からは勤労動員で亀有の工場に駆り出される。
1945年（昭和20）３月、東京大空襲で東京・市ヶ谷の自宅が焼け、津久井にある母の実家（離れ）に一家で疎開する。４月、東京工業大学（窯業学科）に進学。８月、東京・中野の下宿から母の実家に帰省中、ベルクソンの『時間と自由』（岩波文庫）を読み、ニヒリズムの心の闇から解放され、哲学を専攻しようと決心し東京工業大学を中退する。
1947年（昭和22）４月、東京大学文学部西洋哲学科に進学。修道女になった姉が残した小さき花のテレジアの『自叙伝』を読んで導かれ、翌年３月デュモリン神父から受洗。洗礼名は「十字架のヨハネ」。
1950年（昭和25）３月、東京大学文学部西洋哲学科を卒業。６月４日、フランスの修道会に入るため、フランスに向かう豪華船マルセイエーズ号に乗り横浜港を出航し、四等船室で留学へ向かう遠藤周作と出会う。７月５日、遠藤と共にマルセイユに到着。ボルドー近郊のカルメル修道会へ入会。翌年８月、１年という厳しい修行に疲弊していたところ、遠藤周作が訪問し、励ましを受ける。このことは遠藤の『作家の日記』にも記されている。
1953年10月、リヨン修道院に移り、リヨンのカトリック大学で中世哲学を学ぶ。
1957年　イエスの福音をとらえ直して日本の人たちに伝えたいとの志をもちカルメル会を退会。11月初旬、フランス客船「カンボジャ号」に乗りマルセイユを出航し、11月30日、横浜港に帰国。
1958年　東京教区の神学生として、東京・石神井の神学校の神学科４年に編入。
1960年3月、司祭叙階（東京教区）。
1962年４月、カトリック世田谷教会に赴任。2年間助任司祭を務める。
1963年４月、一般雑誌への最初の論文「キリスト教の日本化」（「理想」）を発表。
1964年　東京信濃町の新生会館に就任。７月、「テレジアと現代日本の教会」（「世紀」）を発表。
1966年日野市の豊田教会に赴任し、主任司祭を４年間務める。
1970年４月、東京・石神井の東京カトリック神学院に赴任し、養成担当を３年間務める。
1976年、『日本とイエスの顔』（北洋社）を出版。キリスト教の聖職者が書いた宗教的な本としては稀有なほどに多くの一般読者に読まれ、大きな反響が見られた。遠藤周作も影響を受けたひとりで1976年７月には一般向けの新書『私のイエス―日本人のための聖書入門』を刊行し、その結びに「もっとキリスト教を知りたい人に」との見出しで、『日本とイエスの顔』を薦めている。また、文芸雑誌「季刊創造」の創刊号に、井上神父の著書と同名のエッセイ「日本とイエスの顔」を発表し、「そんな私にとって、井上神父のこの『日本とイエスの顔』は大きな慰めとなる。強い支えとなる。(中略) 少くとも私は自分の『沈黙』 や 『死海のほとり』 『イエスの生涯』の裏づけとなる神学的理論をこの本の随所に見出すことができるのだ。」と語っている。４月　真生会館理事長に着任。
1977年4月、「同伴者イエス─遠藤周作のイエス観」（「季刊　創造」）を発表。以降、遠藤作品の文庫本の解説なども執筆している。
1986年、59歳の時に京都知恩院での講演後、法然を想い「風の家」を始めようと決心し、4月20日「風の家」を創設。最初の主日ミサを行う。機関誌「風」の季刊発行を開始。
1996年10月、遠藤周作の葬儀ミサ・告別式で司式、説教を担う。
1999年72歳の時、けやきの枝と戯れる風の音を聞いていた時、「南無アッバ」という祈りが口をついて出る。
2010年10月16日、井上神父による最後の「風の家」の「南無アッバ」のミサが行われ、約400人が参加した。同年11月には東京大司教館の隣に建てられたペトロの家に移っている。
2012年5月、「風の家」26周年・南無アッバの集いで語った近況の講話が公の場での最後の言葉となった。
2014年3月7日、激しい頭痛と高熱により緊急搬送され、搬送中に意識が遠のく。翌３月8日、午後13時10分、脳出血により東京都西東京市の病院で死去。86歳だった。
2024年3月、長良川画廊東京ギャラリーにおいて「井上洋治神父没後10年記念　南無アッバの祈り」（主催 / 風編集室 長良川画廊）開催される。

## 人物
小学校時代　体力も知力も優秀な兄に比べて劣り、虚弱な体質で胃腸が弱く、よく学校を休んでいた。
９歳の時、可愛がっていた子猫のアカが皮膚病のため棄てられ、別れの哀しみと同時に運命の底に潜む死への恐怖の感情が芽生える経験をしている。ここにはのちに宗教家になる井上の「祈り」の原点があると言われている。
中学３年生の頃より、すべてが空しく無意味というニヒリズムへの戦慄と死への恐怖の闇がさらに心に広がり、苦しみの中で自死の誘惑さえ感じるようになった。井上の家庭には宗教色はなく、親は教育には熱心であったという。
20歳の時、姉の悦がカトリックのサンモール修道会に入会。姉の勧めにより、上智大学のデュモリン神父の「キリスト教入門講座」に出席。翌年、姉が残して行ったリジューのテレーズの著作『自叙伝』を読んだことを契機に、テレジアの掴みえたものを自分のものにしようと決心しデュモリン神父から受洗した。
その後、テレジアの属していたカルメル会の男子修道会に入会する決心をし、直ぐに入会を希望するが、当時は日本にその会の男子修道院はなかったため、フランスのカルメル会から大学を卒業してから来るようにとの要望を受けとる。そして、森有正のパスカルの講義を受けていた井上は、卒論のテーマに同じパスカルを選んでいた級友の中村雄二郎の助力も受け、｢パスカルにおける認識と秩序」と題した卒論を書き上げ、1950年３月に大学を卒業し、６月に渡仏することになった。
渡仏後カルメル修道会に入会後の修行では、頭で神について考えることを極力避けさせ身体全体で神を知ることに専心するよう勧められ畑仕事などの肉体労働と祈りの生活が中心であった。部屋には二枚の白木の板と三枚の毛布、質素な机と椅子の他はなく、「一切か無か」というカルメル会の精神を徹底させる修行であり、日本であれば永平寺のような厳しい修行の場であった。このような厳しい修行の中の遠藤周作の訪問に触れて「私はびっくりしたし、また本当に嬉しかった。マルセーユで別れるとき、一度君のところも訪問するよ、とは言ってくれていたが、まさか実際にこんな田舎まで来てくれるなどとは夢にも思っていなかったからである（「遠藤さんを踏み石にしなければ…」）」と遠藤への感謝を語っている。
フランスから帰国した翌年の正月休みには遠藤周作宅を訪ねている。日本人とキリスト教という課題を背負って帰国したことを伝え、同じ課題を背負う遠藤から先人のいない道を自分達の力で開拓する、長い年月のかかる仕事だが、次世代の踏み石になれるよう、しっかりやろう、と励まされ、志を共にする。
1960年の司祭叙階の際、病床の遠藤周作から聖杯が贈られ、初ミサでは遠藤のための祈願を捧げた。神父になってからも度々、入院中の遠藤を病床訪問し支えている。
1965年4月、遠藤周作が『沈黙』の執筆のために長崎から島原半島をめぐる取材の旅に、三浦朱門と共に同行している。この時遠藤は、司祭となって立派にミサを捧げるようになった井上神父に、弱さゆえに躓き、誰からも相手にされないで苦しんでいる孤独なキチジローのような弱者を見捨てないで、その心の痛みに共感し寄り添うことのできる神父になってほしいと切実な思いで訴えている。
1970年4月、遠藤周作に誘われ、矢代静一、阪田寛夫と共に初のイスラエル巡礼を果たす。
遠藤周作は文壇の友人に井上神父を紹介し、神父の何ともいえぬ暖かみと信仰とが友人たちに好かれるのを見て、嬉しかったと述べており、その友人として三浦、矢代をはじめ、瀬戸内晴美（のち出家し寂聴）、河上徹太郎、高橋たか子の名を挙げている。中でも高橋たか子と大原富枝は1975年に井上神父から受洗している。
1988年には安岡章太郎が遠藤を代父（洗礼式に立ち会い証人となる役割の者）に、井上神父から受洗している。
1994年の夏、遠藤周作は自らの死が近いことを意識し、軽井沢の別荘に井上神父を招き自分の葬式を頼んでいる。
2006年「風の家」の活動が20周年を迎えた年に、「南無アッバ」の「お守り札」の配布を始める。高齢や病気、介護など様々な理由で教会に行くことができない重荷を背負っている人たちに、アッバのやすらぎと慰めを得てほしいという井上神父の祈りのこもったお札であったという。
2014年3月18日午後13時から葬儀ミサ・告別式が行われた。約500人が参列し東京カテドラル聖マリア大聖堂が満席となった。

## 南無アッバについて
1999年頃より井上神父が祈り始め、日本人キリスト者として独自な祈りの道を新たに切り拓いた。ここには浄土宗の開祖である法然上人への敬愛の情や「カトリック浄土」とも呼ばれた遠藤の信仰なども、無意識のうちにその踏み石として生かされているという。
井上神父は、日本人である「自己の根」に深く下りてゆくことで魂の故郷の親である神にアッバと呼びかけ、子として全幅の信頼で生を委ねる信仰を日本人の心に深く根付いている仏教で使われる「帰依する」という意味の「南無」という言葉を用いて、「南無アッバ」という一言の祈りに凝縮した。「南無アッバ」のアッバとは、イエスが使っていた日常語であるアラム語であり、幼子が父を呼ぶときの「お父ちゃん」という意味の幼児語である。イエスが神に祈る時に常に用い、弟子たちにもそのように神を呼んで祈るように教えたものであった。

## 風の家について
1986年、4月20日東中野のマンションの一室にて「風の家」を創設。井上神父は「風の家」を創立するにあたって次の趣意書を掲げている。
「ヨーロッパの芸術作品にみられるイエスの顔には、それぞれの時代の人たちの哀しみと希望と願いがこめられているのだときいています。(中略)ひるがえって日本のキリスト教の現状を振り返ってみると、残念ながら私たちは、ヨーロッパからの借り物の“イエスの顔”しか持っていないと思うのです。それは私たちの切実な思いのこもった顔ではありませんから、私たち日本人の心の琴線にふれないのは当然のことだと思われます。
日本人の心の琴線にふれる“イエスの顔”をさがして、一人でも多くの日本の人たちに、イエスの福音のよろこびを知ってほしい、そう願って、この「風の家」をはじめました。
聖なる風の吹くままに、将来の日本のキリスト教のための、一つの踏石になればと願っています。」(『風のなかの想い──キリスト教の文化内開花の試み』)
井上神父がこの「風の家」を始める決意をしたのは、京都の知恩院での講話を頼まれ、法然上人を慕う気持ちを話し終わった後、死刑に処せられることがあっても専修念仏をやめるわけにはいかないといって七十五歳の高齢で四国に流されていった法然上人の後ろ姿を想ったときであった。その時、たとえどのような反対がおころうとも、旧約で強調される怒りと審きと恐怖の父性原理の強い神観の否定、超克のうえに、母性原理の強い暖かなアッパの腕の中での安らぎと喜びの福音を、死を覚悟して宣教された師イエスの姿と教えを、日本の一人でも多くの人にわかってもらうための運動の旗揚げをする覚悟を決めたという(『南無の心に生きる』)。
「風の家」の設立後、機関誌「風（プネウマ）」を中心に、執筆による宣教に力を注いだ。また、執筆を行いながら若い人たちとの勉強会や黙想会なども積極的に行い、次の世代のための踏み石となることを目指して活発に活動した。
井上神父引退後「風の家」運動は、キリスト教文学研究者でノートルダム清心女子大学教授である山根道公や求道俳人の平田栄一らが主軸となって引き継がれ、活動が進められている。また、「風の家」出身者には、カトリック司祭の伊藤幸史、批評家の若松英輔、東京大学教授の山本芳久、ノートルダム清心女子大学教授の山根知子らがいる。

## 著書
- 『日本とイエスの顔』 北洋社 1976、講談社 1982／日本基督教団出版局 1990.6、増補版・亜紀書房 2023 若松英輔解説
- 『私の中のキリスト』 主婦の友社 1978.9 （Tomo選書）

- 『余白の旅 思索のあと』 日本基督教団出版局 1980.9
- 『イエスのまなざし 日本人とキリスト教』 日本基督教団出版局 1981.9、オンデマンド版 2005.2
- 『愛をみつける 新約聖書のこころ』 潮文社 1981.9
- 『新約聖書のイエス像』 女子パウロ会 1982.11
- 『人はなぜ生きるか』 講談社 1985.12
- 『キリストを運んだ男 パウロの生涯』 講談社 1987.3／日本基督教団出版局 1998.1
- 『まことの自分を生きる』 筑摩書房 1988.11 （こころの本）、ちくま文庫 1999
- 『キリスト教がよくわかる本』 PHP研究所 1989.12、PHP文庫 1997
- 『私の中のキリスト』 主婦の友社 1990.12
- 『イエスをめぐる女性たち』 弥生書房 1992.5
- 『イエスへの旅』 日本基督教団出版局 1993.6
- 『福音書をよむ旅』 日本放送出版協会 1994.11、NHKライブラリー 1995
- 『イエスに魅せられた男 ペトロの生涯』 日本基督教団出版局 1996.9 オンデマンド化 2005.2
- 『小雀健チャン物語』 聖母の騎士社 1996.12 （聖母文庫）
- 『法然 イエスの面影をしのばせる人』 筑摩書房 2001.2（こころの本）
- 『南無の心に生きる』 筑摩書房 2003.2 （こころの本）
- 『アッバ讃美』 聖母の騎士社 2004.3 （聖母文庫）
- 『わが師イエスの生涯』 日本基督教団出版局 2005.1
- 『イエスの福音にたたずむ』 日本基督教団出版局 2008.7

著作選集
- 『井上洋治著作選集(以下略) 第五巻　遺稿集「南無アッバ」の祈り』 日本キリスト教団出版局 2015.2
- 『第一巻　日本とイエスの顔』日本キリスト教団出版局 2015.5
- 『第二巻　余白の旅』日本キリスト教団出版局 2015
- 『第三巻　キリストを運んだ男』日本キリスト教団出版局 2015
- 『第四巻　わが師イエスの生涯』日本キリスト教団出版局 2015
- 『第六巻　人はなぜ生きるか／イエスのまなざし(抄)』日本キリスト教団出版局 2016
- 『第七巻　まことの自分を生きる／イエスへの旅』日本キリスト教団出版局 2017
- 『第八巻　法然　イエスの面影をしのばせる人／風のなかの想い(抄)』日本キリスト教団出版局 2017
- 『第九巻　南無の心に生きる／イエスをめぐる女性たち(抄)』日本キリスト教団出版局 2017
- 『第十巻　日本人のためのキリスト教入門』日本キリスト教団出版局 2018.4
- 『別巻　井上洋治全詩集　イエスの見た青空が見たい』日本キリスト教団出版局 2019.3

### 共著
- 『ざっくばらん神父と13人 対談集』 主婦の友社 1979.5
- 『風のなかの想い キリスト教の文化内開花の試み』 山根道公 日本基督教団出版局 1989.12
- 『パウロを語る』 対談 佐古純一郎 朝文社 1991.1、新版2006
- 『我等なぜキリスト教徒となりし乎』 安岡章太郎 光文社 1999.1
- 『イエス 22人の証言』 大貫隆／絹川久子／関茂ほか 日本基督教団出版局 2000